# Solfia samoensis
Solfia samoensis là loài thực vật có hoa thuộc họ Arecaceae. Loài này được Rech. miêu tả khoa học đầu tiên năm 1907.